# 旭天山武
旭天山武（1973年8月4日—，Kyokutenzan Takeshi），蒙古名巴特孟赫·恩赫巴特，出身蒙古國烏蘭巴托的日本大相撲力士。他也是第一批蒙古裔相撲力士之一，在2005年他得到日本國籍，並取名佐野武，其後赴德從商。最高位は置西幕下13枚目（2004年7月場所）。

## 生涯
他在1992年參加日本大相撲，同時著名的蒙古力士有旭鷲山昇和旭天鵬勝，但只有旭天鵬成為關取。他在開始相撲初期，當時有五名六蒙古人從大島部屋跑掉了，並前往蒙古大使館避難，旭天山武是唯一仍留下的一個，他說服他的同胞返回部屋。
在2007年末，旭天山武引退，總成績337勝321敗7休。在2007年7月結婚並和妻子移居德國開始做生意。在2008年5月他的第一個女兒誕生。